# Prasanthi Nilayam
Prasanthi Nilayam (hindi प्रशांति निलयम trk. Praśanti Nilajam, telugu ప్రశాంతి నిలయం) (14°09′55″N 77°48′42″E/14,165167 77,811667) – aśram Sathya Sai Baby. Znajduje się on w miejscowości Puttaparthi w stanie Andhra Pradesh w południowych Indiach.
Prasanthi Nilayam to pierwszy i najważniejszy z aśramów hinduistycznego guru o imieniu Bhagawana Śri Sathya Sai Baby. Nazwa „Prasanthi Nilayam” bywa tłumaczona jako „Przybytek Najwyższego Spokoju” lub „Przybytek duchowego spokoju”.